# Lijst van integralen van inverse hyperbolische functies
Dit artikel bevat een lijst van integralen van inverse hyperbolische functies. De integraalrekening is in de wiskunde een deelgebied van de analyse. De hyperbolische functies zijn analogieën van de goniometrische functies en de inverse hyperbolische functies zijn daar hun inverse functie van.
{\displaystyle \int \mathrm {arsinh} \ {\frac {x}{a}}\ dx=x\ \mathrm {arsinh} \ {\frac {x}{a}}-{\sqrt {x^{2}+a^{2}\ }}}
{\displaystyle \int \mathrm {arcosh} \ {\frac {x}{a}}\ dx=x\ \mathrm {arcosh} \ {\frac {x}{a}}-{\sqrt {x^{2}-a^{2}\ }}}
{\displaystyle \int \mathrm {artanh} \ {\frac {x}{a}}\ dx=x\ \mathrm {artanh} \ {\frac {x}{a}}+{\frac {a}{2}}\ln |a^{2}-x^{2}|\qquad {\mbox{voor }}|x|<|a|}
{\displaystyle \int \mathrm {arcoth} \ {\frac {x}{a}}\ dx=x\ \mathrm {arcoth} \ {\frac {x}{a}}+{\frac {a}{2}}\ln |x^{2}-a^{2}|\qquad {\mbox{voor }}|x|>|a|}
{\displaystyle \int \mathrm {arsech} \ {\frac {x}{a}}\ dx=x\ \mathrm {arsech} \ {\frac {x}{a}}-a\ \mathrm {arctan} \ {\frac {x\ {\sqrt {{\frac {a-x}{a+x}}\ }}}{x-a}}\qquad {\mbox{voor }}x\in (0,\ a)}
{\displaystyle \int \mathrm {arcsch} \ {\frac {x}{a}}\ dx=x\ \mathrm {arcsch} \ {\frac {x}{a}}+a\ \ln \ {\frac {x+{\sqrt {x^{2}+a^{2}\ }}}{a}}\qquad {\mbox{voor  x}}\in (0,\ a)}
rationaal · irrationaal · exponentieel · logaritmisch · goniometrisch · invers goniometrisch · hyperbolisch · invers hyperbolisch